# XForms toolkit
XForms — бібліотека графічних примітивів (GUI) на основі Xlib для X Window System. Виконана на мові програмування C, має багатий набір примітивів, таких як кнопки, смуги прокрутки, меню тощо. Крім того, бібліотека є розширюваною і нові примітиви можуть бути легко створені і додані в бібліотеку. XForms є вільним програмним забезпеченням.
XForms був заснований на бібліотеці форм з IRIS GL (попередник OpenGL, який також включав виклики для створення вікон та управління подіями) для X11. Аналогічні перетворення були використані, щоб зробити перші версії FLTK, так що всі ці інструментарії мають спільне коріння.
Інструментарій використовувався оточенням робочого столу Xfce до переходу на GTK+.
Бібліотека включає власний дизайнер форм.

## Приклад програмиHello world!
```
#include
 
<forms.h>

 

int
 
main
(
 
int
 
argc
,
 
char
 
*
argv
[]
 
)

{

    
FL_FORM
 
*
form
;

    
fl_initialize
(
 
&
argc
,
 
argv
,
 
0
,
 
0
,
 
0
 
);

    
form
 
=
 
fl_bgn_form
(
 
FL_UP_BOX
,
 
230
,
 
160
 
);

    
fl_add_button
(
 
FL_NORMAL_BUTTON
,
 
40
,
 
50
,
 
150
,
 
60
,
 
"OK"
 
);

    
fl_end_form
();

 

    
fl_show_form
(
 
form
,
 
FL_PLACE_MOUSE
,
 
FL_NOBORDER
,
 
"Hello, world!"
 
);

    
fl_do_forms
();
  
/* main event loop */

    
fl_hide_form
(
form
);

    
fl_finish
();

    
return
 
0
;

}

```